# Дуда, Ондрей
О́ндрей Ду́да (словац. Ondrej Duda, род. 5 декабря 1994, Снина, Словакия) — словацкий футболист, полузащитник итальянского клуба «Эллас Верона» и национальной сборной Словакии. Участник трёх чемпионатов Европы (2016, 2020 и 2024). Автор первого гола сборной Словакии в финальных турнирах чемпионатов Европы.

## Клубная карьера
Ондрей Дуда начал карьеру профессионального игрока в клубе «Снина», после чего перешёл в состав команды «Кошице». В феврале 2014 года подписал контракт с польским футбольным клубом «Легия».
В 2015 году в игре третьего квалификационного раунда Лиги Европы между польской «Легией» и албанским «Кукеси» в Дуду бросили камень и попали в голову. Из-за инцидента УЕФА приняло решение засчитать «Кукеси» техническое поражение со счётом 0:3.
20 июля 2016 года Дуда стал игроком берлинской «Герты», поставив подпись под 5-летним контрактом. В январе 2020 года Дуда на правах аренды перешёл в «Норвич Сити».
Но уже в сентябре 2020 года Ондрей Дуда вернулся в Германию и подписал четырёхлетний контракт с «Кёльном».
29 января 2023 года Дуда отправился доигрывать сезон в итальянский клуб «Эллас Верона» на правах аренды.

## Международная карьера
Дуда дебютировал в составе национальной сборной 18 ноября 2014 года в товарищеском матче против сборной Финляндии. Первый гол забил 31 марта 2015 года в товарищеском матче против Чехии.

## Достижения
«Легия»
- Чемпион Польши (2): 2013/14, 2015/16
- Обладатель Кубка Польши (2): 2014/15, 2015/16

## Голы за сборную
| № | Дата           | Место                                         | Соперник | Голы | Результат | Турнир                |
| - | -------------- | --------------------------------------------- | -------- | ---- | --------- | --------------------- |
| 1 | 31 марта 2015  | Под Дубнём, Жилина, Словакия                  | Чехия    | 1-0  | 1-0       | Товарищеский матч     |
| 2 | 11 июня 2016   | Матмю Атлантик, Бордо, Франция                | Уэльс    | 1-1  | 1-2       | Чемпионат Европы 2016 |
| 3 | 8 октября 2017 | Стадион Антона Малатинского, Трнава, Словакия | Мальта   | 3-0  | 3-0       | Квалификация ЧМ 2018  |
| 4 | 25 марта 2018  | Раджамангала, Бангкок, Таиланд                | Таиланд  | 1-0  | 3-2       | Кубок короля 2018     |
| 5 | 21 марта 2019  | Стадион Антона Малатинского, Трнава, Словаки  | Венгрия  | 1-0  | 2-0       | Квалификация ЧЕ 2020  |